# Wim Balm

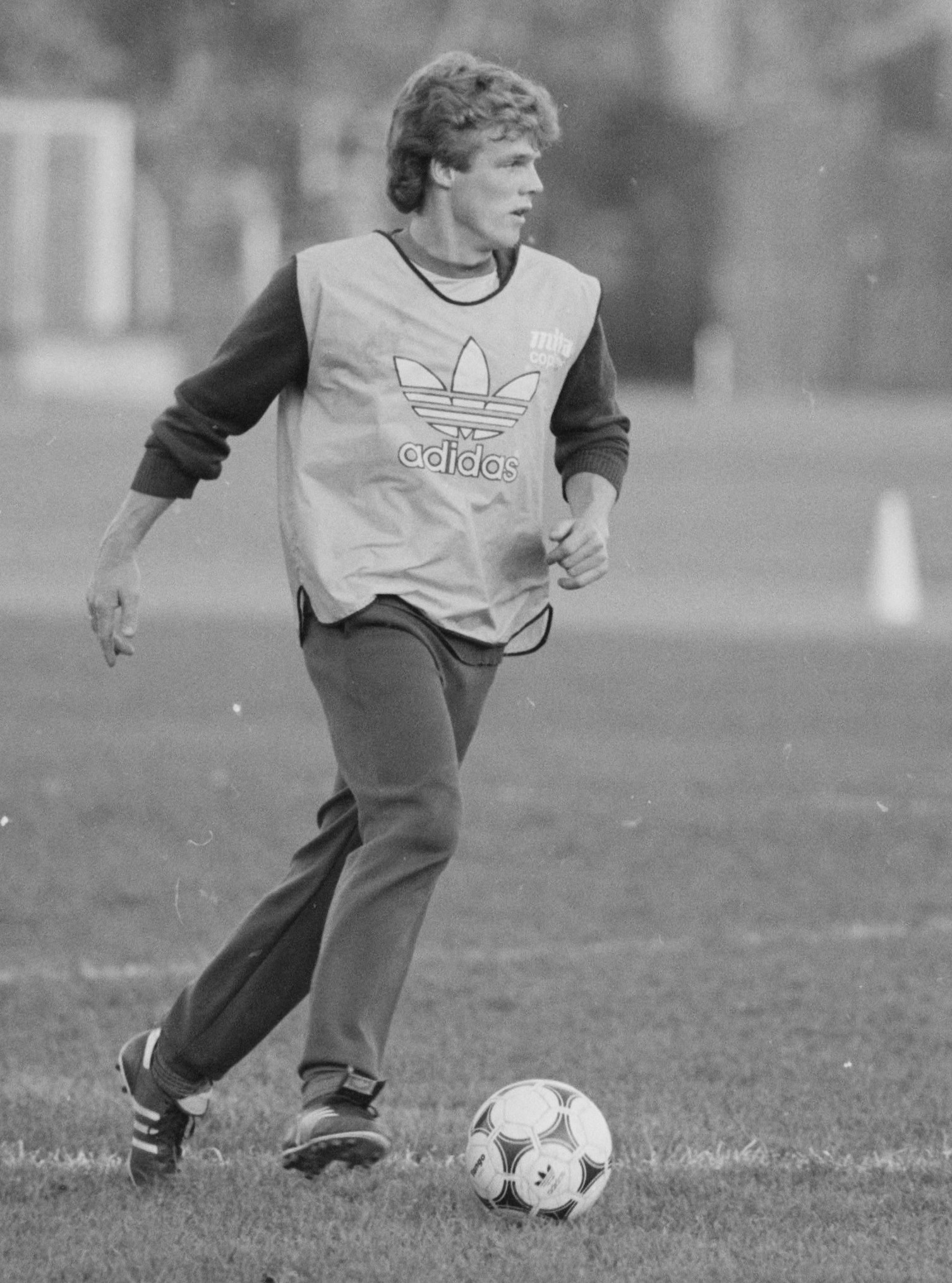
Wim Balm (1986)

Wim Balm (* 24. Februar 1960) ist ein niederländischer ehemaliger Fußballspieler.

## Leben
Wim Balm spielte von 1977 an für HFC Haarlem und spielte 1979/80 in 6 Spielen für die niederländische U21. Bei Haarlem spielte er mit u. a. unter Hans van Doorneveld mit Luc Nijholt, Joop Böckling und Ruud Gullit zusammen und wurde nach dem Abstieg in der Saison 1979/80 1981 mit dem Verein Meister der First Division.
1987 wechselte er nach über 200 Ligaspielen zum FC Twente. Der technisch versierte, linke Mittelfeldspieler mit guter Spielübersicht blieb zwei Jahre in Enschede und erzielte 15 Tore in 68 Ligaspielen. Beim ersten Aufeinandertreffen von Twente mit RKC Waalwijk im Jahr 1988 traf Balm viermal. Danach wanderte er, nachdem er sich im Spanienurlaub in eine Norwegerin verliebt hatte, nach Norwegen aus und spielte bis Ende 1989 noch für Frigg Oslo FK in der zweiten norwegischen Liga. Anschließend wechselte er zum SK Vard Haugesund.
Balm spielte von 1977 bis 1988 in 298 Eredivisie-Spielen und erzielte dabei 64 Tore. In seiner erfolgreichsten Saison 1985/86 schoss er 12 Toren. Er war Teil der Europa-League-Mannschaft 1982/83 von HFC Haarlem und bestritt alle vier Spiele in der Startelf. Ebenso spielte er im olympischen Fußballteam gemeinsam u. a. mit Ronald und Erwin Koeman und war einmal für die niederländische Nationalmannschaft nominiert, blieb aber ohne Einsatz.
Bis 2011 war er Trainer der Frauenfußballmannschaft des SK Vard Haugesund.
Er ist mit seiner Liebschaft von 1988 verheiratet und das paar hat drei Kinder. Sein Sohn Simon ist ebenfalls Fußballer.